# Marijan Kraljevič
Marijan Kraljevič (Pforzen, 30 aprile 1970) è un ex cestista sloveno, fino al 1991 jugoslavo.

## Carriera
Con la Slovenia ha disputato cinque edizioni dei Campionati europei (1993, 1995, 1999, 2001, 2003).

## Palmarès
- Campionato slovacco: 2

Pezinok: 2000-01, 2001-02
- Coppa di Slovenia: 4

Union Olimpija: 1992, 1993, 1994, 1995
- Coppa d'Europa: 1

Union Olimpija: 1993-94